# ولایت اتچو

نقشه ژاپن در (سال ۱۸۶۸). این ولایت با رنگ تیره مشخص شده است.

ولایت اتچو (به ژاپنی: 越中国 Etchū no kuni) یکی از ولایت‌ها در تقسیم‌بندی کشوری قدیم ژاپن بود.